# Xã Franklin, Quận Desha, Arkansas
Xã Franklin (tiếng Anh: Franklin Township) là một xã thuộc quận Desha, tiểu bang Arkansas, Hoa Kỳ. Năm 2010, dân số của xã này là 417 người.